# Albreht I. Habsburški
Albreht I. Habsburški, vojvoda Avstrije in Štajerske (1282), nemški kralj (1298), * julij 1255, Rheinfelden, † 1. maj 1308, Königsfelden, Brugg, Švica.
Albreht je bil najstarejši sin Rudolfa I. in Gertrude Ane Hohenberške.
Leta 1282 sta z bratom Rudolfom II. od očeta prejela Koroško, Štajersko in Kranjsko s Slovensko marko, čeprav je Kranjska s Slovensko marko dejansko ostala pod upravo oziroma je prešla v fevd (1286) grofov Goriško-Tirolskih. Leta 1298 je bil izvoljen za nemškega kralja.
Zaradi neurejenih razmerij v zvezi z dediščino Rudolfa II., ga je leta 1308 umoril nečak Ivan Parricida.
Na nemškem prestolu ga je nasledil sin Friderik I. Habsburški.